# Сейлем (Кентуккі)
Сейлем (англ. Salem) — місто (англ. city) в США, в окрузі Лівінґстон штату Кентуккі. Населення — 722 особи (2020).

## Географія
Сейлем розташований за координатами 37°15′53″ пн. ш. 88°14′28″ зх. д. / 37.26472° пн. ш. 88.24111° зх. д. (37.264664, -88.241185).  За даними Бюро перепису населення США в 2010 році місто мало площу 2,21 км², з яких 2,20 км² — суходіл та 0,01 км² — водойми.

## Демографія
Згідно з переписом 2010 року, у місті мешкали 752 особи в 315 домогосподарствах у складі 202 родин. Густота населення становила 340 осіб/км².  Було 362 помешкання (164/км²).
Расовий склад населення:
| - 97,2 % — білих - 0,9 % — корінних американців - 0,8 % — чорних або афроамериканців - 0,3 % — азіатів |

До двох чи більше рас належало 0,8 %. Частка іспаномовних становила 1,6 % від усіх жителів.
За віковим діапазоном населення розподілялося таким чином: 17,8 % — особи молодші 18 років, 52,4 % — особи у віці 18—64 років, 29,8 % — особи у віці 65 років та старші. Медіана віку мешканця становила 50,0 року. На 100 осіб жіночої статі у місті припадало 81,6 чоловіків;  на 100 жінок у віці від 18 років та старших — 81,2 чоловіків також старших 18 років.
Середній дохід на одне домашнє господарство  становив 43 260 доларів США (медіана — 33 500), а середній дохід на одну сім'ю — 52 686 доларів (медіана — 43 958). Медіана доходів становила 48 393 долари для чоловіків та 26 528 доларів для жінок. За межею бідності перебувало 18,2 % осіб, у тому числі 14,2 % дітей у віці до 18 років та 12,6 % осіб у віці 65 років та старших.
Цивільне працевлаштоване населення становило 263 особи. Основні галузі зайнятості: освіта, охорона здоров'я та соціальна допомога — 30,0 %, роздрібна торгівля — 12,5 %, публічна адміністрація — 8,4 %, сільське господарство, лісництво, риболовля — 8,4 %.